# Palo de Sabino
Palo de Sabino är en ort i Mexiko.   Den ligger i kommunen Ciudad Valles och delstaten San Luis Potosí, i den centrala delen av landet, 300 km norr om huvudstaden Mexico City. Palo de Sabino ligger 287 meter över havet och antalet invånare är 139.
Terrängen runt Palo de Sabino är platt söderut, men norrut är den kuperad. Runt Palo de Sabino är det ganska tätbefolkat, med 78 invånare per kvadratkilometer. Närmaste större samhälle är Antiguo Morelos, 15,6 km norr om Palo de Sabino. Omgivningarna runt Palo de Sabino är en mosaik av jordbruksmark och naturlig växtlighet.